# Elia Lombardini
Elia Lombardini (La Broque, 11 aprile 1794 – Milano, 19 dicembre 1878) è stato un ingegnere italiano.

## Biografia
Nonostante la precoce morte del padre, cremonese, che lasciò la famiglia in gravi difficoltà economiche, Lombardini si iscrisse all'Università degli Studi di Pavia nel 1813 seguendo il curriculum di studi matematici, laureandosi però presso l'Università di Bologna come allievo di Giuseppe Venturoli. Poco dopo ottenne un incarico come aiuto-ingegnere presso il Consorzio degli arginisti cremonesi e, nel 1839 si trasferì a Milano dove svolse le funzioni di ispettore aggiunto per le Acque e divenne membro del Regio Istituto Lombardo di Scienze, Lettere ed Arti, divenendo inoltre amico di Carlo Cattaneo.
Divenuto direttore generale dei lavori pubblici in Lombardia, non poté partecipare all'insurrezione di Milano del 1848 a causa di una malattia contratta durante una missione nel Ducato di Modena. Dalla lunga malattia non si riprese mai completamente e nel 1856 ottenne di essere collocato in anticipo a riposo anche per proseguire gli studi di ingegneria a cui non si era mai potuto completamente dedicare come avrebbe voluto. Lo stesso anno l'Impero austriaco gli conferì l'onorificenza dell'Ordine Imperiale della Corona di Ferro.
Nel 1860 venne nominato senatore del Regno d'Italia, tuttavia per motivi di salute non partecipò mai alle sedute.

## Opere

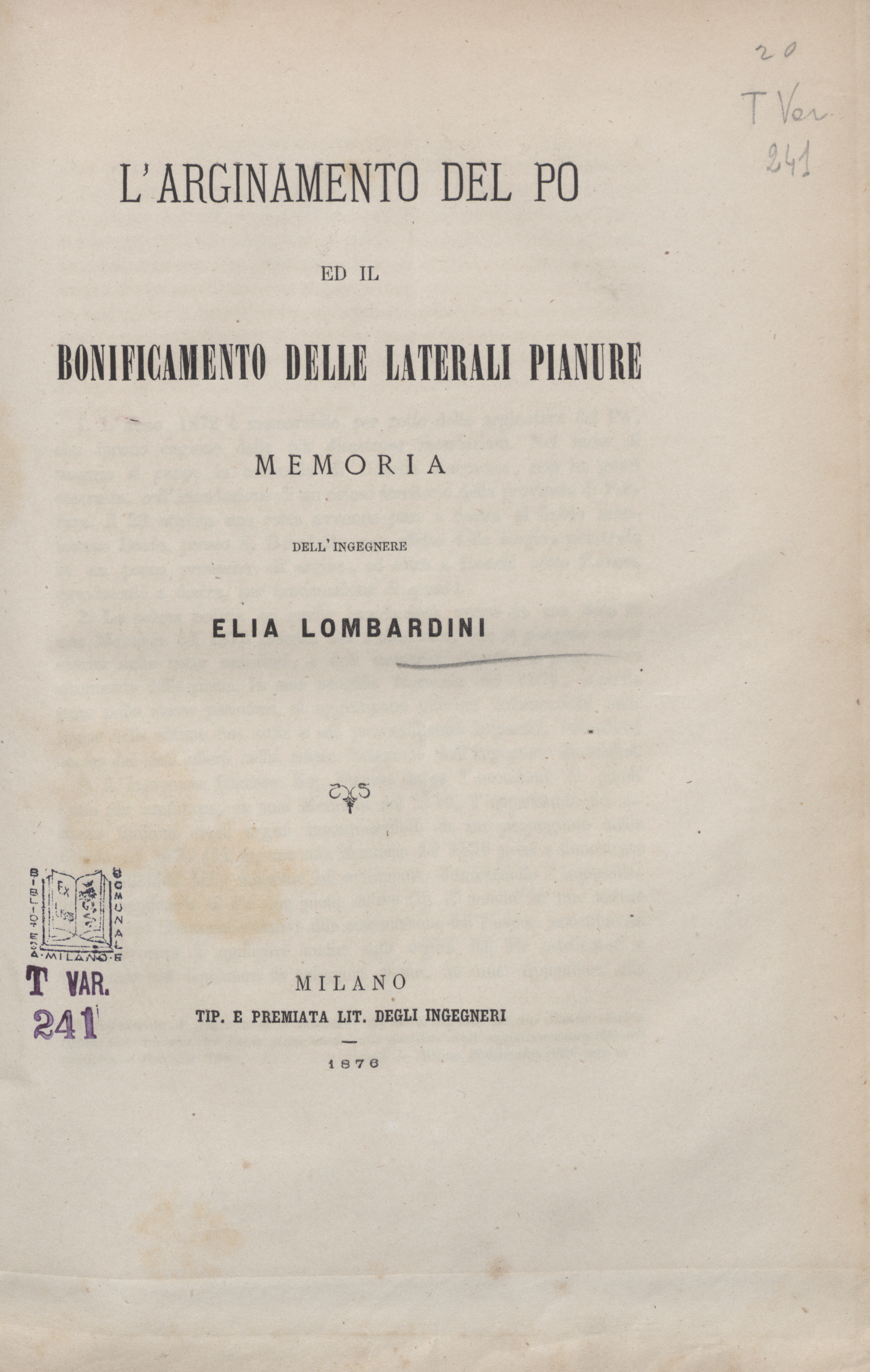
L'arginamento del Po ed il bonificamento delle laterali pianure (1876)

- L'arginamento del Po ed il bonificamento delle laterali pianure, Milano, Tip. e premiata lit. degli Ingegneri, 1876.
- Cenni riassuntivi dei progetti e delle opere intraprese pel prosciugamento e definitivo bonificamento del Lago Fucino e considerazioni su queste ultime, Milano, Prem. lit. e tip. degli Ingegneri, 1875.
- Sulla piena de' fiumi dell'Alta Italia e particolarmente su quella dei fiumi e laghi della Lombardia nell'autunno del 1868. Lago Maggiore e Ticino, Milano, Tipografia e litografia degli Ingegneri, 1869.
- Sulle opere intraprese pel prosciugamento del lago Fucino e su quelle da eseguirsi pel radicale bonificamento del suo bacino, Milano, Tipografia di Dom. Salvi e C., 1862.
- Il voto della commissione provinciale sui progetti di canali irrigui per l'alto milanese e sulla sistemazione dell'emissario del lago Maggiore, Milano, Tipografia degli Ingegneri, 1867.
- Sulle piene de' fiumi e laghi della Lombardia avvenute nel giugno 1855 ed in particolare su quella del lago di Como, Milano, Tipografia Bernardoni, 1855.
- Della sistemazione dei laghi di Mantova per liberare la città dalle inondazioni e per migliorarne l'aria e la navigazione, Milano, Tipografia Bernardoni, 1854.
- Sulle piene e sulle inondazioni del Po nel 1872, Milano, Tipografia e litografia degli Ingegneri, 1873.
- Nuove osservazioni sulle opere di bonificamento del lago Fucino, Milano, Tip. e lit. degli Ingegneri, 1872.
- Osservazioni sul piano di bonificazione del bacino del lago Fucino, Milano, Tip. e lit. degli Ingegneri, 1872.
- Alcune considerazioni sulla memoria del signor ingegnere Goretti intitolata: Sulla sistemazione dei corsi d'acqua per la pianura destra del basso Po nelle provincie di Ferrara, Modena, Bologna e Ravenna, Milano, Tip. e lit. degli Ingegneri, 1870.
- Intorno al progetto di abbassare le piene del Lago Maggiore, Milano, Tipografia degli Ingegneri, 1863.
- Nuovo sistema di chiuse con porte ad aprimento spontaneo applicabile tanto ai fiumi quanto agli scaricatori dei canali navigabili e irrigatorii, ed ai canali di scolo per la derivazione delle loro acque, Milano, presso Luigi di Giacomo Pirola, 1839.
- Altre osservazioni sul Po dell'Ingegnere Elia Lombardini colle quali si rettificano alcune cose esposte dal Sig. Ingegnere Stoppani nella memoria sul prolungamento delle linee fluviali, Milano, Tip. di Luigi di Giacomo Pirola, 1843.
- Sulla bonificazione del circondario di Burana coll'attivazione della botte sotto il Panaro e sulla regolazione degli altri scoli superiori dell'antico Bondeno, Milano, Premiata lit. e tip. degli Ingegneri, 1874.
- Nuove considerazioni sulle piene e sulle inondazioni del Po nel 1872 e cenno degli scritti pubblicati su tale argomento, Milano, Tipog. e litog. degli Ingegneri, 1874.
- Sul regime delle acque del progettato canale marittimo di Suez e dei laghi amari interposti, Milano, Tip. Bernardoni, 1859.